# Apheledes stigmatipennis
Apheledes stigmatipennis är en skalbaggsart som först beskrevs av Leon Fairmaire 1887.  Apheledes stigmatipennis ingår i släktet Apheledes och familjen långhorningar.
Artens utbredningsområde är Madagaskar. Inga underarter finns listade i Catalogue of Life.